# Margaret Beaufort, grevinde af Stafford
 Ikke at forveksle med Margaret Beaufort (Henrik 7. af Englands mor).
Margaret Beaufort (ca. 1437 - 1474) var en datter af Edmund Beaufort, 2. hertug af Somerset og Lady Eleanor Beauchamp.
Hendes bedsteforældre på moderens side var Richard Beauchamp, 13. jarl af Warwick og hans første kone Elizabeth Beauchamp, 4. baronesse Lisle. Elizabeth var datter af Thomas Berkeley, 5. baron Berkeley og Margaret Berkeley, 3. baronesse Lisle, og blev moderens hovedarving.

## Ægteskaber
Margaret blev først gift med Humphrey Stafford, jarl af Stafford. Han var den ældste søn og fremtidig arving til Humphrey Stafford, 1. hertug af Buckingham og hans hustru Anne Neville. Anne Neville var datter af Ralph Neville, 1. jarl af Westmorland og hans anden hustru Joan Beaufort, grevinde af Westmorland, datter af Johan af Gent, hertug af Lancaster, og hans elskerinde (og senere hustru) Katherine Swynford. I dette ægteskab fødte Margaret sønnen Henry Stafford, 2. hertug af Buckingham (4. september 1455 - 2. november 1483).
Margarets far ledte styrker, der var loyale over for Huset Lancaster i Det 1. slag ved St Albans (22. maj 1455) mod sin hovedfjende Richard Plantagenet, 3. hertug af York. Margarets mand fulgte sin svigerfar i slaget. Margarets far blev dræbt, mes hendes mand blev såret. Margaret måtte nu klare sig uden sin fars økonomiske støtte. Hun blev enke, da hendes mand døde af pest tre år senere.
Efter sin første ægtemands død blev hun gift med Richard Dayrell. De fik mindst et barn: Margaret Dayrell, der blev gift med James Tuchet, 7. baron Audley.